# František Šterc
František Šterc, né le 27 janvier 1912 en Autriche-Hongrie et mort le 31 octobre 1978 en Tchécoslovaquie, était un footballeur tchécoslovaque, qui évoluait en tant que milieu de terrain.

## Biographie
En club, il passe sa carrière à jouer pour le club tchèque du 1.FC Brno (appelé à l'époque SK Židenice).
Il joue deux matchs en international avec la Tchécoslovaquie et est sélectionné pour participer à la coupe du monde 1934 en Italie où son pays parvient jusqu'en finale contre les Italiens.